# Baxter (Iowa)
Baxter é uma cidade localizada no estado americano de Iowa, no Condado de Jasper.

## Demografia
Segundo o censo americano de 2000, a sua população era de 1052 habitantes. 
Em 2006, foi estimada uma população de 1062, um aumento de 10 (1.0%).

## Geografia
De acordo com o United States Census Bureau tem uma área de 
1,7 km², dos quais 1,7 km² cobertos por terra e 0,0 km² cobertos por água. Baxter localiza-se a aproximadamente 306 m acima do nível do mar.

## Localidades na vizinhança
O diagrama seguinte representa as localidades num raio de 16 km ao redor de Baxter. 